# Egyesült Tartományok
A magyar történelmi irodalomban leginkább ismert nevén Egyesült Tartományok, egy kora újkori történelmi parlamentáris köztársaság volt Németalföld északi, protestánsok lakta részén, ami a mai Hollandia elődállamának számít. A Holland Köztársaság a spanyol uralom ellen vívott németalföldi szabadságharcból emelkedett ki: az északi tartományok 1579-ben szövetséget kötöttek, majd II. Fülöp spanyol király 1581-es trónfosztásával 1648-ig elérték teljes függetlenségüket a spanyol Habsburg-háztól. A tartományok föderációs szövetsége 1795-ig állt fenn, amikor is a forradalmi Franciaország beavatkozásával kikiáltották az 1806-ig fennálló Batáviai Köztársaságot.
Ugyan a tartományok egyesülésüket követően továbbra sem fedtek le nagy területet, összlakosságuk pedig 1795-ben is csupán 1,8 millió fő volt, tengeri kereskedelmi útvonalaikon keresztül fejlett gazdasággal rendelkeztek. Kereskedelmi vállalataikon, a Holland Kelet- és Nyugat-indiai Társaságokon keresztül jelentős gyarmatbirodalmat hoztak létre. Az ebből a kereskedelemből származó bevétel lehetővé tette a Tartományok számára, hogy katonailag versenyezzen nála sokkal nagyobb országokkal. Hatalmas, 2000 hajóból álló flottája kezdetben nagyobb volt, mint Anglia és Franciaország flottája együttvéve. Jelentős összecsapásokat vívtak Spanyolországgal a nyolcvanéves háború során, valamint a portugálokkal (1602–63), négyszer az angolokkal (1652–54, 1665–67, 1672–74 és 1780–84), továbbá XIV. Lajos második rablóháborújában (1672–78) és a pfalzi örökösödési háborúban (1688–97) is a franciák ellen.
A Köztársaság toleránsabb volt a különböző vallásokkal és eszmeiségekkel szemben, mint a kor többi állama. A művészet terén olyan kimagasló alkotók tudtak kibontakozni, mint Rembrandt vagy Johannes Vermeer, a tudomány terén pedig Hugo Grotius, Christiaan Huygens és Anton van Leeuwenhoek is. Mivel a holland kereskedelem, tudományok és művészetek a 17. század nagy részében a legelismertebbek közé nőtték ki magukat a világon, így ezt az időszakot az ország történelmében holland aranykorként tartják számon.